# Cahiers noirs
Cahiers noirs (en allemand, Schwarze Hefte) est le titre que portent les cahiers de travail de Martin Heidegger, dont la publication a commencé en 2014. 
Les Cahiers noirs font l'objet des tomes 94 à 102 de l'édition complète (GA) des œuvres de Heidegger. Ils correspondent à 34 carnets écrits entre 1931 et 1975. Les 14 premiers ont été publiés (tomes 94 à 96 de la GA) sous le titre collectif Réflexions (Überlegungen) et couvrent la période entre 1931 et 1941. Les 20 autres, en cours de publication et qui constitueront les tomes 97 à 102 de la GA, se décomposent en 9 carnets collectivement intitulés Observations (Anmerkungen), dont une partie (tome 97 de la GA) a été publiée en 2015,, 4 carnets collectivement intitulés Quatre Carnets (Vier Hefte), 2 carnets collectivement intitulés Vigilae, un carnet intitulé Nocturne (Notturno), deux carnets intitulés Indices (Winkle) et 4 intitulés Préliminaires (Vorläufiges),. Deux carnets retrouvés postérieurement, Megiston et Paroles fondamentales (Grundworte) ne feront pas partie de la GA.

## Controverse sur le titre collectif et la portée desCahiers
Selon Peter Trawny, l'éditeur scientifique des carnets, le titre de Cahiers noirs est « une désignation inventée et appliquée par Heidegger lui-même ». Selon Friedrich-Wilhelm von Herrmann, le dernier assistant personnel de Heidegger et le principal responsable scientifique de l'édition intégrale des œuvres de Heidegger, cette affirmation est au contraire douteuse : il relève qu'ils « ne sont désignés ainsi qu'en raison de leur couverture » et [qu'ils] sont appelés « carnets » par Heidegger. Selon Pascal David, il s'agit d'un « titre douteux, et qui n'est pas dénué d'arrière-pensées ».
Le statut et la portée de ces Cahiers font également l'objet d'appréciations divergentes. Selon Peter Trawny, le fait que Heidegger ait exprimé le souhait qu'ils soient publiés comme terme de l'édition complète « semble confirmer la place particulière de ce manuscrit », ce qui l'amène à demander s'il pourrait s'agir d'un « testament philosophique ». En ce sens, précise-t-il, « le manuscrit ne se présente nulle part comme un journal ou un journal de pensée, mais partout comme la mise au jour de la pensée la plus propre ». Selon Pascal David, au contraire, « les dernières volontés exprimées par Heidegger que leur parution fût différée jusqu'à la publication de tous les autres écrits dans le cadre de la Gesamtausgabe nous donnent à entendre que les Cahiers noirs ne sont intelligibles que rapportés aux grands traités dont ils accompagnent la gestation et la rédaction à titre, pour ainsi dire, de marginalia ».

## Éclairage sur l'antisémitisme
Le début de la publication en 2014 des Cahiers noirs de Heidegger a apporté un nouvel éclairage sur l'antisémitisme de Heidegger et sa relation au nazisme. Leur éditeur, Peter Trawny, leur a consacré un livre, traduit en français sous le titre Heidegger et l'antisémitisme: Sur les « Cahiers noirs » qui a suscité une polémique. Dans les Cahiers noirs, le judaïsme (Judentum) est à plusieurs reprises caractérisé par un « don particulièrement accentué pour le calcul », une figure que Trawny rapproche de celle du Juif marchandeur (Schacherjude). Les Cahiers noirs caractérisent également le judaïsme à partir de l'absence de sol (Bodenlosigkeit), Heidegger évoquant la forme « peut-être la plus ancienne » du gigantesque (Riesigen) que serait « l'aptitude tenace pour le calcul, le trafic et la confusion sur lesquels l'absence de monde de la judéité est fondée ». Trawny considère cette analyse comme « un type d'antisémitisme » auquel Heidegger donne « une interprétation philosophique épouvantablement poussée », le Juif apparaissant comme « le sujet calculant, dépourvu de monde, dominé par la « machination ».

### Traduction
- Réflexions II-VI. Cahiers noirs (1931-1938), trad. François Fédier, Paris, Gallimard, coll. « Bibliothèque de Philosophie », 2018.
- Réflexions VII-XI. Cahiers noirs (1938-1939), trad. Pascal David, Paris, Gallimard, coll. « Bibliothèque de Philosophie », 2018.
- Réflexions XII-XV. Cahiers noirs (1939-1941), trad. Guillaume Badoual, Paris, Gallimard, coll. « Bibliothèque de Philosophie », 2021.

### Études
- Peter Trawny, Heidegger et l'antisémitisme : Sur les Cahiers noirs, Paris, Le Seuil, 2014.
- Friedrich-Wilhem von Herrmann et Francesco Alfieri (trad. Pascal David), Martin Heidegger : la vérité sur ses Cahiers noirs, Paris, Gallimard, 2018
- Nicolas Weill, Heidegger et les Cahiers noirs. Mystique du ressentiment, Paris, CNRS éditions, 2018.